# 鄂州 (古代)
鄂州，中国古代的州。
隋朝开皇九年（589年），改郢州置，治所在江夏县（今湖北省武汉市武昌区）。取鄂渚为名。唐朝时曾改名为江夏郡，土贡：银、碌、赀布。户万九千一百九十，口八万四千五百六十三。下领七县：江夏县、永兴县、武昌县、蒲圻县、唐年县、汉阳县、汊川县。辖境相当今湖北省武汉市长江以南地区和黄石、咸宁等地。唐朝、宋朝先后为武昌军节度使、荆湖北路治。元朝至元十四年（1277年），改为鄂州路。
| 唐朝鄂州辖县 | 唐朝鄂州辖县                                                     |
| ------------ | ---------------------------------------------------------------- |
| 618年        | 江夏县、武昌县、蒲圻县、永兴县                                   |
| 621年        | 江夏县、武昌县、蒲圻县、永兴县                                   |
| 629年        | 江夏县、武昌县、蒲圻县、永兴县                                   |
| 633年        | 江夏县、武昌县、蒲圻县、永兴县                                   |
| 743年        | 江夏县、武昌县、蒲圻县、永兴县（新设唐年县）                     |
| 781年        | 江夏县、武昌县、蒲圻县、永兴县、唐年县（汉阳县、汊川县来属）     |
| 782年        | 江夏县、武昌县、蒲圻县、永兴县、唐年县（汉阳县、汊川县改属沔州） |
| 826年        | 江夏县、武昌县、蒲圻县、永兴县、唐年县（汉阳县、汊川县来属）     |

## 刺史
| 唐朝鄂州刺史 - 雷长颖（621年） - 周和举（621年） - 许世绪（武德年间） - 盖彦举（武德、贞观年间） - 李道宗（637年） - 毕操（贞观年间） - 燕敬嗣（唐高宗时） - 崔行成（唐高宗时） - 窦义节（唐高宗时） - 李璥（689年） - 王美畅（天授年间） - 于知微（693年） - 冯昭泰（武周末年） - 王山辉（唐中宗时） - 崔韪之（唐睿宗时） - 赵玄本（景云年间—开元初年） - 李邕（开元初年） - 卢正道（726年） - 卢翊（731年） - 萧谖（开元年间） - 江夏郡太守 | - 韦良宰（757年—759年） - 李某（759年） - 王政（761年） - 姜某（宝应年间） - 韦延安（763年） - 穆宁（764年—768年） - 独孤问俗（769年—772年） - 吴仲孺（773年—778年） - 李兼（778年—785年） - 卢元卿（785年—786年） - 李竦（787年—788年） - 何士干（788年—802年） - 郑伸（802年—804年） - 韩皋（805年—808年） - 郗士美（808年—810年） - 吕元膺（810年—813年） - 柳公绰（813年—816年） - 李道古（816年—818年） - 李程（818年—822年） - 崔元略（822年—824年） - 崔植（824年） - 牛僧孺（825年—830年） - 元稹（830年—831年） - 崔郾（831年—835年） | - 高重（835年—838年） - 高锴（838年—840年） - 崔蠡（840年—842年） - 崔晤（会昌年间） - 郑朗（846年—847年） - 卢商（847年—849年） - 韦损（850年—852年） - 韦悫（852年—853年） - 崔瑶（855年—857年） - 张毅夫（858年—860年） - 德孙（861年—864年） - 崔巘（866年—868年） - 刘允章（868年） - 陈镛（咸通末年） - 韦蟾（874年—877年） - 崔绍（879年—884年） - 裴澈（881年，未任） - 路审中（884年—886年） - 杜洪（886年—905年） - 张濬（891年，未任） - 刘存（905年—906年） - 秦裴（906年—907年） - 皇甫某 - 裴胤 |